# グジェゴシュ・フィテルベルク
グジェゴシュ・フィテルベルク（ポーランド語: Grzegorz Fitelberg, ヘブライ語: גז'גוז' פיטלברג, ロシア語: Григорий(Гжегож) Фительберг, 1879年10月18日 - 1953年6月10日）は、現在のラトビア出身のユダヤ系ポーランド人のヴァイオリニスト、作曲家、指揮者。カロル・シマノフスキ、ミェチスワフ・カルウォヴィチ、ルドミル・ルジツキ、アポリナリ・シェルトらと共に若きポーランド（ムウォダ・ポルスカ）の一員。

## 経歴
1879年、ダウガフピルス生まれ。父のゴーシィは軍楽員であった。1891～1896年、 ワルシャワでヴァイオリンをスタニスラフ・バルツェヴィチ、作曲をジグムント・ノスコフスキの下で学ぶ。1896年にワルシャワ大劇場オーケストラのヴァイオリン奏者となり、1901年からワルシャワ国立フィルハーモニー管弦楽団の第2ヴァイオリンのコンサートマスター。1904～1905年シーズンには、同オーケストラの監督を務めた。
作曲家としては、1898年にライプツィヒで行われたイグナツィオ・パデレフスキー記念コンクールで第1位を獲得。1905年にカロル・シマノフスキと作曲家仲間たちと若きポーランド（ムウォダ・ポルスカ）を結成。
指揮者としては、第1次世界大戦中にはバレエ・リュスと音楽劇に関与した。1922年パリにおけるイーゴリ・ストラヴィンスキーのマヴラ初演の指揮を務めている。また、1923年ワルシャワにおけるニコライ・マヤコフスキーの交響曲第3番の初演指揮も彼である。1935年にはポーランド国立放送カトヴィツェ交響楽団を設立した。
ヴァイオリニスト・パヴェウ・コハィンスキ（パウル・コハンスキ）、ミェチスワフ・カルウォヴィチ、ルドミル・ルジツキ、アポリナリ・シェルトらと共にシマノフスキの演奏者・協力者の一人であり、それによってシマノフスキの作品が全ヨーロッパに知られるようになった。
1940年には南米へ行き、1940～1941年にはテアトロ・コロンのオーケストラ指揮をする。1942～1945年にはアメリカ合衆国へ住み、1946年にポーランドへ帰国した。
1947年から ポーランド国立放送カトヴィツェ交響楽団に復帰し、死去するまで同楽団を率いた。

## 家族
- 最初の妻との息子：イェジー・フィテルベルク (1903～1951)－作曲家
- 二番目の妻：ガリーナ・シモリコヴナ(1892～1939)－舞踊家
- 甥：アレクサンダー・ザーキン－ピアニスト

また、妹のレヤ・ヴァホリデルは1941年にワルシャワ・ゲットーで亡くなっている。